# Кресент Тауншип (округ Аллегені, Пенсільванія)
Кресент Тауншип (англ. Crescent Township) — селище (англ. township) в США, в окрузі Аллегені штату Пенсільванія. Населення — 2488 осіб (2020).

## Демографія
Згідно з переписом 2010 року, у селищі мешкало 2640 осіб у 1067 домогосподарствах у складі 771 родини. Було 1131 помешкання
Расовий склад населення:
| - 94,8 % — білих - 2,2 % — чорних або афроамериканців - 1,4 % — азіатів - 0,2 % — корінних американців |

До двох чи більше рас належало 1,3 %. Частка іспаномовних становила 1,4 % від усіх жителів.
За віковим діапазоном населення розподілялося таким чином: 21,5 % — особи молодші 18 років, 60,6 % — особи у віці 18—64 років, 17,9 % — особи у віці 65 років та старші. Медіана віку мешканця становила 42,9 року. На 100 осіб жіночої статі у селищі припадало 95,6 чоловіків;  на 100 жінок у віці від 18 років та старших — 90,6 чоловіків також старших 18 років.
Середній дохід на одне домашнє господарство  становив 72 361 долар США (медіана — 57 451), а середній дохід на одну сім'ю — 82 910 доларів (медіана — 68 900). Медіана доходів становила 49 387 доларів для чоловіків та 35 400 доларів для жінок. За межею бідності перебувало 7,6 % осіб, у тому числі 15,1 % дітей у віці до 18 років та 3,3 % осіб у віці 65 років та старших.
Цивільне працевлаштоване населення становило 1356 осіб. Основні галузі зайнятості: освіта, охорона здоров'я та соціальна допомога — 18,8 %, науковці, спеціалісти, менеджери — 14,7 %, мистецтво, розваги та відпочинок — 13,1 %.